# Kodisjoki
Kodisjoki var en kommun i landskapet Satakunta i Finland. Kommunen hade 522 invånare (2006), på en yta av 42,83 km².
Den 1 januari 2007 slogs Kodisjoki samman med Raumo stad.
Kodisjoki var enspråkigt finskt.